# Daniel Gorenstein
Daniel Gorenstein   (Boston, 1 de gener de 1923 - Martha's Vineyard, 26 d'agost de 1992), conegut per familiars, amics i deixebles com Danny Gorenstein, va ser un matemàtic estatunidenc.

## Vida i obra
Gorenstein va ser escolaritzat a la Boston Latin School, des de la qual va ingressar a la universitat Harvard en la qual es va graduar el 1943. A continuació va romandre a Harvard, formant personal militar per la Segona Guerra Mundial i preparant el doctorat. El 1950 va obtenir el doctorat, dirigit per Oscar Zariski, amb una tesi sobre geometria algebraica, tema que no tornaria a treballar, però del qual va quedar el concepte d'anell de Gorenstein.
Després d'obtenir el doctorat va ser professor a les universitats de Clark (1951-1964) i Northeastern (1964-1968) i, després d'una estança d'un curs a l'Institut d'Estudis Avançats de Princeton, el 1969 es va incorporar a la universitat Rutgers, en la qual va fer la resta de la seva carrera acadèmica. Va morir el 1992 a la seva residència d'estiu a Martha's Vineyard d'un càncer.
Gorenstein va publicar una setantena d'articles i uns pocs llibres sobre la classificació dels grups simples finits, camp en el qual va ser el líder i dinamitzador d'un nodrit grup de matemàtics que s'hi van dedicar entre 1950 i 1980 aproximadament. Aquest treball es va veure culminat el 1982 amb la publicació del llibre Finite Simple Groups: An Introduction to Their Classification, en el qual es donava per culminada la tasca empresa trenta anys abans, tot i que encara no havien estat verificadas totes les demostraciions.
El 1994 la universitat Rutgers va establir un premi anual amb el seu nom per distingir un professor de la universitat que exemplifiqués la seva recerca imaginativa, la seva dedicació i el seu servei a la universitat.